# 1874年香港
|        | 香港歷史 \| 香港歷史年表                                                                                                   |
| 世紀： | 18世紀香港 \| 19世紀香港 \| 20世紀香港                                                                                     |
| 年代： | 1840年代香港 \| 1850年代香港 \| 1860年代香港 \| 1870年代香港 \| 1880年代香港 \| 1890年代香港 \| 1900年代香港               |
| 年份： | 1870年香港 \| 1871年香港 \| 1872年香港 \| 1873年香港 \| 1874年香港 \| 1875年香港 \| 1876年香港 \| 1877年香港 \| 1878年香港 |
| 紀年： | 甲戌年（狗年）、香港開埠33周年                                                                                             |

## 大事記
- 2月4日，首份華資報章循環日報創刊，創辦人為王韜 (思想家)。[1]
- 2月13日，省港航線雲龍輪在香港啟航後不久因超載沉沒，約100人罹難[2]，船長獲救生還，成為香港首位被控船隻超載過失殺人，經3日審訊，在陪審員求情下僅判監禁3個月[3]。
- 2月15日，秘魯船「哥倫比亞輪」在香港水域起火焚燬。[4]
- 3月，發生毆打命案，男子鍾亞二進入馬頭圍村調戲婦女，被4名馮姓男村民發現，並將之毆斃，4人經高等法院審訊後判處死刑，但陪審員請求予以輕判，遂改判終身監禁，3年後堅尼地卸任港督前頒發香港首宗特赦囚犯令，將4人釋放。[3]
- 6月24日，香港華商將大清皇家海關總稅務司封鎖香港備忘錄呈交英廷。[4]
- 8月3日，香港商會上書殖民地大臣，指責粵海關封鎖香港。[1]
- 8月15日，香港註冊船赴南丫島捕魚，與清軍水師發生衝突。[4]
- 8月22日，英船「火花輪」（Spark）自廣州開往澳門，途中遇海盜，英籍船長布里地及船員多人被槍殺，船上財物洗劫一空，港府聞訊懸紅1,000港元緝兇。不久，主犯落網，9月27日被高等法院判處死刑，並於10月10日執行。[3]
- 8月，第3批清廷資助赴美國留學的30人離港，周壽臣為其中之一[4]。
- 9月22日，19世紀最大颱風吹襲港九，給本地帶來毀滅性破壞，是為甲戌風災。2,500多人遇難，185艘漁船及35艘遠洋輪船沉沒[5]，另有455隻船受損[5]，財物損失達500萬港元[5]。大量建築被摧毀，包括香港仔、黃埔船塢、昂船洲監獄、花園道聖若瑟堂、筲箕灣及油麻地的天后廟等，鶴園、馬頭圍、土瓜灣、馬頭涌的村落則夷為平地，全港水、電、煤均告暫停。而在風災中，警察司田尼為了保障警員安全[1]，下令禁止警方參與救援[1]，事後遭社會輿論譴責，並要求追究田尼，惟被港督堅尼地拒絕，殖民地部大臣卡納芬（Earl Carnarvon）辯稱田尼出自「良好動機」[1]。

- 9月，清廷答應撤走香港附近所設之關卡。[4]
- 10月15日，港督堅尼地因公離港，由輔政司柯士甸署任港督。[4]
- 11月6日，堅尼地結束公務返港。[4]
- 11月17日，教宗庇護九世下旨，升格香港監牧區為代牧區。[4]
- 12月12日，大清蒙古輪在鯉魚門沉沒，造成15人死亡，37人生還。[6]
- 12月17日日本號沉没：於廣東省汕頭對開64公里失火沉沒。[7]391名中國人死亡，4名外國人死亡。此船由加州三藩市開往英屬香港，經日本橫濱，乘客大多為賺滿錢回鄉的美國和日本華工，來自廣東台山尤多。後來英屬香港派出John Roberts船長打撈沉船財物。[8]

- 本年[4]：
  - 頒佈《補充中國移民條例》。
  - 匯豐銀行停付利息。
  - 伍廷芳赴英，成為香港首位自費留學生。
  - 西營盤醫院建成。
  - 嘉諾撒修女會創建亞洲首間盲人學校。
  - 山頂開闢道路和水井。
  - 1-5月共有7,591名苦力離港去舊金山。
  - 元朗屏山建成述卿書室。
  - 政府財政收入為85萬港元，支出92萬。[4]

## 逝世人物
- 本年，蔡龍之，太平洋行買辦、東華醫院首屆總理。[4]